# Pyramica tukulta
Pyramica tukulta är en myrart som först beskrevs av Bolton 1983.  Pyramica tukulta ingår i släktet Pyramica och familjen myror. Inga underarter finns listade i Catalogue of Life.